# Diecezja Port Louis
Diecezja Port Louis (łac.: Dioecesis Portus Ludovici, ang. Diocese of Port-Louis) – rzymskokatolicka diecezja na Mauritiusie.
Siedziba biskupa znajduje się w katedrze św. Ludwika w Port Louis.
Podlega bezpośrednio Stolicy Apostolskiej.
Swoim zasięgiem obejmuje wyspę Mauritius, w Mauritiusie oraz Brytyjskie Terytorium Oceanu Indyjskiego.

## Historia
- 7 grudnia 1847 – utworzenie diecezji Port Louis

## Biskupi

### Biskup diecezjalny
- ks. Jean Michaël Durhône – (od 2023)

### Biskup senior
- kard. Maurice Piat C.S.Sp – (od 2023)

## Główne świątynie
- Katedra św. Ludwika w Port Louis